# Bataille de Moscou
 (octobre 2017).
Pour les articles homonymes, voir Bataille de Moscou (homonymie) et Moscou (homonymie).
Seconde Guerre mondiale
Batailles
Phase 1
- Brest-Litovsk
- Białystok–Minsk
- Pays baltes
- Raseiniai
- Brody
- Bessarabie et Bucovine du Nord
- Moguilev

Phase 2
- Smolensk
  - Roslavl-Novozybkov (en)
- Avance sur Léningrad

Phase 3
- Ouman
- Odessa
- 1re Kiev
- Tallinn
- Petrikovka (en)
- Ielnia
- Léningrad
- Mer d'Azov (en)

Phase 4
- 1re Kharkov
- Beowulf
- Donbass-Rostov (en)
- Briansk (en)
- 1re Crimée
  - Sébastopol
- Tikhvine
- 1re Rostov
- Gorki
- Moscou

Front de l’Est

Prémices :
- Campagne de Pologne
- Guerre d'Hiver

Guerre germano-soviétique :
- 1941 : l'invasion de l'URSS

- Opération Barbarossa

Front nord : 
- Guerre de Continuation
- Opération Silberfuchs
- Siège de Léningrad

Front central : 
- 2e bataille de Brest-Litovsk
- Bataille de Białystok–Minsk
- 1re bataille de Smolensk
- Bataille de Kiev

Front sud : 
- Siège d'Odessa
- Campagne de Crimée

- 1941-1942 : la contre-offensive soviétique

Front nord : 
- Poche de Demiansk
- Poche de Kholm

Front central : 
- Bataille de Moscou

Front sud : 
- Seconde bataille de Kharkov

- 1942-1943 : de Fall Blau à la 3e bataille de Kharkov

Front nord : 
- Offensive de Siniavino
- Opération Iskra
- Bataille de Krasny Bor
- Opération Poliarnaïa Zvezda

Front central : 
- Opération Mars

Front sud : 
- Bataille du Caucase (opération Fall Blau)
- Bataille de Stalingrad
- Opération Uranus
- Opération Saturne
- Offensive d'Ostrogojsk-Rossoch
- Offensive de Voronej-Kastornoe
- Opération Gallop
- Opération Étoile
- Troisième bataille de Kharkov

- 1943-1944 : libération de l'Ukraine et de la Biélorussie

Front central : 
- 2e bataille de Smolensk
- Opération Bagration

Front sud : 
- Bataille de Koursk
- Bataille du Dniepr
- Offensive Dniepr-Carpates
- Offensive de Crimée
- Offensive de Lvov-Sandomir

- 1944-1945 : campagnes d'Europe centrale et d'Allemagne

Allemagne : 
- Offensive Vistule-Oder
- Offensive de Poméranie orientale
- Siège de Breslau
- Offensive de Prusse-Orientale
- Bataille de Königsberg
- Bataille de Seelow
- Bataille de Bautzen
- Bataille de Berlin
- Capitulation allemande

Front nord et Finlande : 
- Guerre de Laponie
- Offensive Leningrad-Novgorod
- Bataille de Narva

Europe orientale : 
- Opération Margarethe
- Insurrection de Varsovie
- Soulèvement national slovaque
- Opération Panzerfaust
- Bataille de Budapest
- Opération Frühlingserwachen
- Offensive de Vienne
- Insurrection de Prague
- Offensive de Prague
- Bataille de Slivice

Front d’Europe de l’Ouest

Campagnes d'Afrique, du Moyen-Orient et de Méditerranée

Bataille de l’Atlantique

Guerre du Pacifique

Guerre sino-japonaise

Théâtre américain
La bataille de Moscou (en russe : Битва под Москвой, Bitva pod Moskvoï ; en allemand : Schlacht um Moskau) désigne les combats pour le contrôle de la ville de Moscou et de sa proximité entre octobre 1941 et janvier 1942 pendant la Seconde Guerre mondiale. Elle comprend l'offensive allemande appelée opération Typhon, conduite par le groupe d'armées du centre sous le commandement de Von Bock, pour s'approcher de la ville, ainsi que la défense puis la contre-attaque soviétique qui suivit. Elle est considérée avec la bataille de Stalingrad et celle de Koursk comme un des affrontements stratégiques du front de l'Est.
L'offensive allemande avait pour but de réaliser un encerclement en tenaille de la région de Moscou. La première pince fut dirigée vers le nord contre le front de Kalinine par les 3e et 4e armées de panzers, et permettait de couper la voie ferrée entre Moscou et Léningrad. La seconde fut orientée au sud de Moscou contre le front de l'Ouest en direction de Toula avec le 2e groupe de panzers ; tandis que la 4e armée avançait directement sur Moscou depuis l'ouest. 
Une opération séparée de nom de code Wotan visait à conquérir la ville de Moscou.
Initialement, les forces soviétiques opérèrent une défense stratégique de l'oblast de Moscou en construisant trois ceintures défensives et en déployant des réserves militaires qui venaient juste d'être mobilisées, tout en rapatriant des troupes de Sibérie et d'Extrême-Orient. Ainsi, dès l'arrêt de l'offensive allemande, les Soviétiques furent en mesure de lancer une vaste contre-offensive qui visait à rejeter la Wehrmacht sur ses positions à Orel, Viazma et Vitebsk, et qui manqua d'anéantir trois armées allemandes.

## Invasion allemande
Depuis le 22 juin 1941 et le déclenchement de l'opération Barbarossa, la Wehrmacht progresse rapidement en Union soviétique, en appliquant les tactiques du Blitzkrieg, la guerre éclair par encerclement qui prévoyait la chute de Moscou en moins de 120 jours, d'après le discours du 22 juin 1941, suivant le début de l'invasion. Elle met à mal les défenses de l'Armée rouge. Les pertes de cette dernière sont colossales, et l'avance ne semble pas pouvoir être stoppée. Durant les premières semaines de l'invasion, les troupes allemandes remportent une série de victoires éclatantes.
Cependant, l'acharnement des Soviétiques autour de Smolensk pendant l'été, et surtout la boue puis le froid, ont retardé les forces allemandes dans l'accomplissement de leurs objectifs. Ce retard peut être aussi imputé à la décision de l'OKW, le commandement militaire allemand, d'envoyer une partie des blindés du groupe d'armées Centre aider le groupe d'armées Sud à réaliser l'encerclement et la destruction des forces soviétiques défendant Kiev et l'Ukraine occidentale.
Les troupes allemandes butent également sur des événements non prévus par les stratèges de l’OKH :
- au nord, les troupes soviétiques résistent très durement dans la région de Léningrad ;
- au centre, les troupes soviétiques se rassemblent et se replacent, pour défendre leur capitale.

La résistance des forces soviétiques causa des problèmes à la progression des troupes allemandes, ainsi elles commençaient seulement à approcher Moscou en septembre, et Hitler dut repousser son attaque sur la capitale au mois suivant.

## Contexte stratégique
Le 22 juin 1941, l'Allemagne, la Roumanie, la Hongrie et la Slovaquie entrent en guerre contre l'Union soviétique. C'est le lancement de l'opération Barbarossa. Après avoir détruit une large partie des avions au sol, les forces allemandes progressent rapidement en employant les tactiques du Blitzkrieg. Les unités motorisées avancent en réalisant de gigantesques encerclements et en détruisant plusieurs armées soviétiques. Tandis que le groupe d'armées Nord progresse vers Leningrad, le groupe d'armées Sud prend le contrôle de l'ouest de l'Ukraine et le groupe d'armées Centre avance vers Moscou. Les défenses soviétiques sont submergées et les pertes subies par l'Armée rouge sont considérables.
En juillet 1941, le groupe d'armées Centre a réalisé l'encerclement de plusieurs armées soviétiques près de Minsk, créant ainsi une brèche importante dans les lignes ennemies, que les forces soviétiques ne purent pas immédiatement combler faute de réserves disponibles. Le front de l'Ouest soviétique est également anéanti. La Wehrmacht fut donc capable de franchir le Dniepr qui barrait la route de Moscou avec un minimum de pertes[réf. incomplète].
En août 1941, les forces allemandes prennent la ville de Smolensk. Cette ville est historiquement considérée comme la « clé » de Moscou car elle contrôle une bande de terre entre le Dniepr, la Daugava et de nombreuses autres rivières permettant ainsi de progresser plus rapidement en évitant la construction de ponts sur de larges rivières. La résistance désespérée des Soviétiques autour de Smolensk dure deux mois, du 10 juillet au 10 septembre. Cet intense engagement ralentit l'avancée allemande jusqu'en septembre et força le groupe d'armées Centre à engager la plupart de ses réserves.
Sur l'ensemble du front, l'avance allemande ralentit. Près de Léningrad, le groupe d'armées Nord est retenu par les défenses sur la Louga pendant un mois. Le groupe d'armées Sud qui comprend de nombreuses unités hongroises et roumaines moins bien entraînées, équipées et commandées que celles de la Wehrmacht, subissent de violentes contre-attaques. L'état-major allemand est maintenant face à un dilemme. En effet, le groupe d'armées Centre est assez puissant pour atteindre Moscou, mais une telle avancée créerait un saillant dans les lignes allemandes ce qui le rendrait vulnérable à une attaque sur ses flancs. De plus, Hitler refuse de voir en Moscou un objectif stratégique et estime que l'Allemagne a d'abord besoin des ressources minières et du blé présents en Ukraine, dans la région du Donbass. Heinz Guderian et son armée blindée sont donc envoyés vers le sud pour soutenir l'attaque de Gerd von Rundstedt sur Kiev, qui provoquera un autre désastre pour l'Armée rouge. Le 19 septembre, les forces soviétiques doivent abandonner Kiev, malgré le refus persistant de Staline de retirer ses troupes du saillant de Kiev comme le notèrent Alexandre Vassilievski et Gueorgui Joukov dans leurs mémoires respectifs,.
Bien qu'elle soit une victoire incontestable, la bataille de Kiev a encore retardé le blitzkrieg allemand. Comme l'écrira plus tard Guderian : « Kiev fut certainement un brillant succès tactique, mais la question de savoir si elle a eu un intérêt stratégique reste ouverte. Tout dépend maintenant de notre capacité à atteindre les objectifs avant l'arrivée de l'hiver voire avant les pluies d'automne. » Hitler croit encore que la Wehrmacht peut finir la guerre avant l'hiver en prenant Moscou. Le 2 octobre 1941, le groupe d'armées Centre, sous le commandement de Fedor von Bock, lance son offensive finale vers Moscou, nom de code de l'opération Typhon. Hitler déclara peu de temps après : « Après trois mois de préparation, nous avons enfin la possibilité d'écraser notre ennemi avant l'arrivée de l'hiver. Toutes les préparatifs ont été faits… Aujourd'hui commence la dernière bataille de l'année… »

## Forces en présence

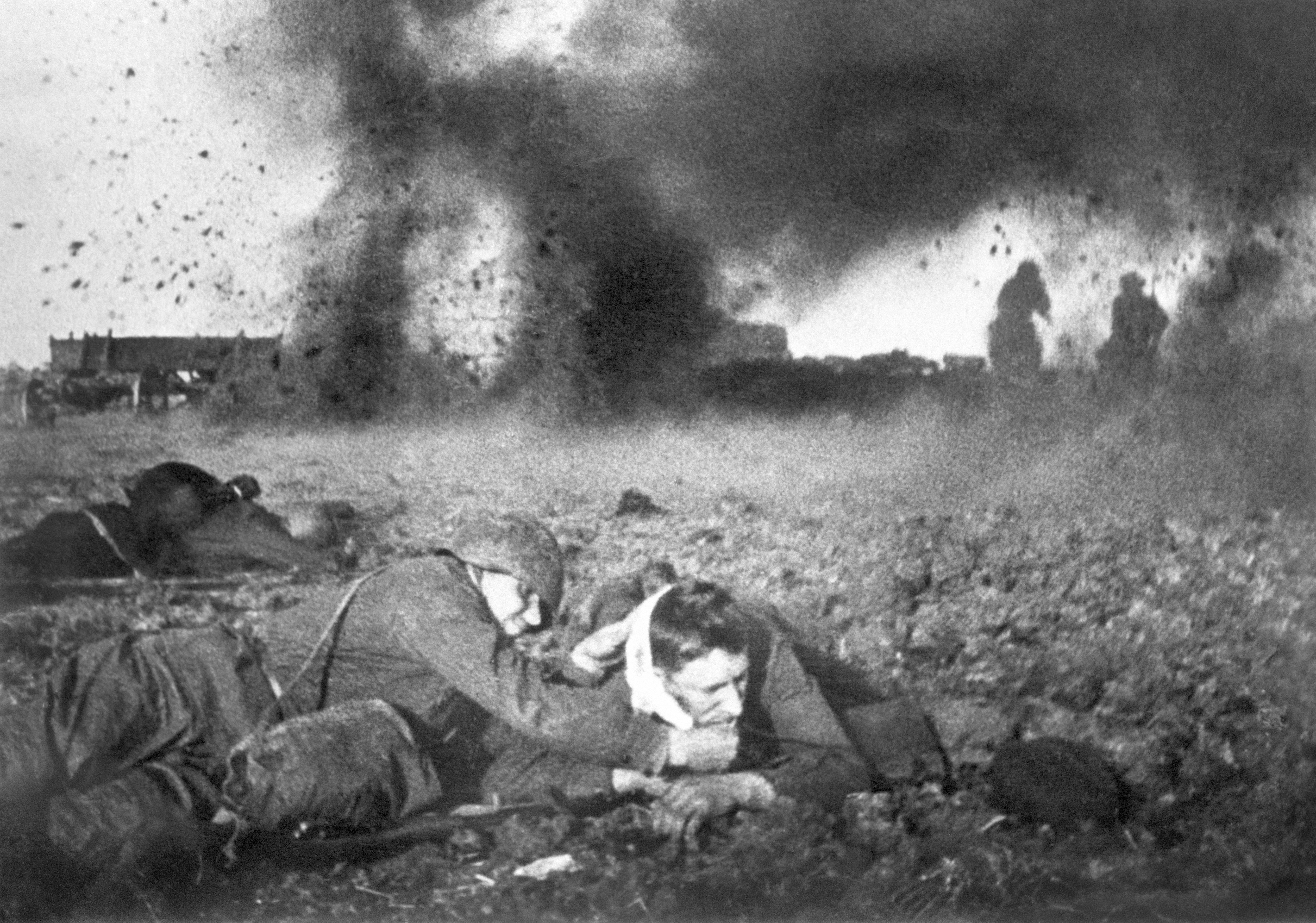
Septembre 1941 : des soldats soviétiques sous un bombardement ennemi à proximité de Moscou, avant le déclenchement de la bataille de Moscou.

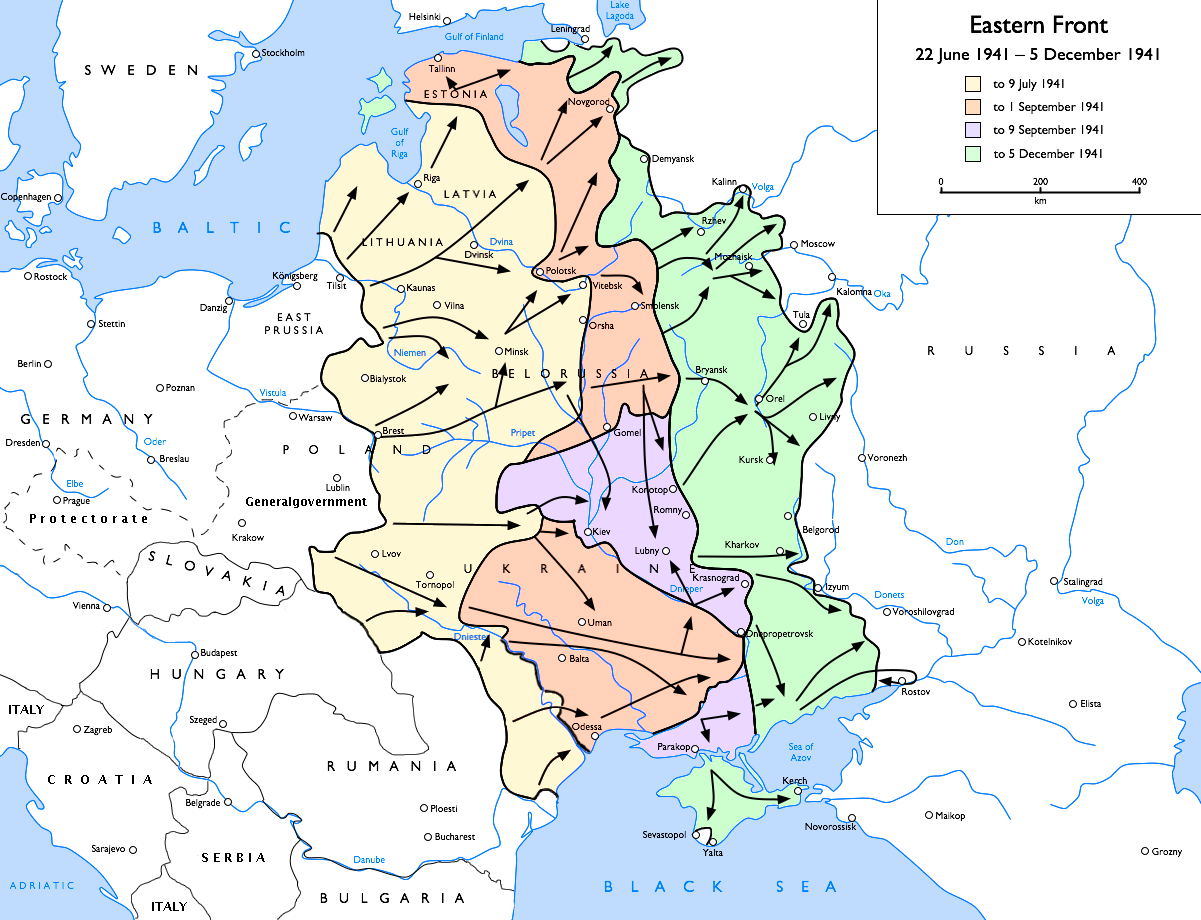
Le front de l'Est au moment de la bataille de Moscou.
Avancée initiale de la Wehrmacht – 9 juillet 1941
Poursuite de la percée – 1er septembre 1941
Bataille de Kiev – 9 septembre 1941
Avancée maximale de la Wehrmacht – 5 décembre 1941

### Axe
Groupe d'armées Centre : Generalfeldmarschall Fedor von Bock
- 2e armée : Generaloberst[c] Maximilian von Weichs
- 4e armée : Generalfeldmarschall[b] Günther von Kluge
- 9e armée : Generaloberst[c] Adolf Strauß
- 2e groupe de panzers : Generaloberst[c] Heinz Guderian
- 3e groupe de panzers : General der Panzertruppe[d] Georg-Hans Reinhardt
- 4e groupe de panzers : Generaloberst[c] Erich Hoepner

### Union soviétique
- Front de l'Ouest
  - la 3e armée;
  - la 10e armée;
  - la 4e armée.
- Front de réserve
  - 24e armée;
  - 28e armée;
  - 31e armée;
  - 32e armée.
- Front de Briansk
  - 50e armée (ru) ;
  - 13e armée;
  - 21e armée.
- Front de Kalinine
  - 22e armée;
  - 29e armée;
  - 30e armée.

## Avancées initiales (30 septembre–10 octobre)

### Plans
Moscou était la cible militaire et politique la plus importante et Hitler anticipait que la reddition de la ville amènerait l'effondrement rapide de l'Union soviétique. Franz Halder (commandant de l'Oberkommando des Heeres) écrivit en 1940 : « La meilleure solution serait une attaque frontale sur Moscou. » Les forces déployées pour l'opération Typhon incluaient trois armées ; la 2e, 4e et 9e armées, ainsi que les 2e, 3e et 4e groupes de panzers soutenus par la Luftflotte 2. 
Au total, près d'un million d'hommes, 1 700 chars et 14 000 canons étaient impliqués dans l'offensive. Cependant, depuis le début de la campagne, la Luftwaffe avait subi de lourdes pertes à hauteur 1 603 appareils et 1 028 qui étaient endommagés. Ainsi, la Luftflotte 2 ne disposait que de 549 avions dont 158 bombardiers moyens et en piqué et 172 chasseurs, ce qui était dérisoire compte tenu de l'étendue de la zone. L'attaque reposait sur les tactiques de Blitzkrieg où les blindés perçaient les lignes de défenses pour les encercler et ensuite les détruire.
Le plan initial comportait deux mouvements. Le premier : un encerclement du front de l'Ouest et du front de réserve situés autour de Viazma. Le second : un encerclement permettant la capture du front de Briansk et de la ville du même nom. Après cela, le plan prévoyait un encerclement par le Nord et le Sud de Moscou. L’épuisement et les difficultés logistiques auxquelles les troupes allemandes durent faire face, n’étaient ni prise en compte ni attendues. Guderian note par exemple que de nombreux chars détruits n'ont pas été remplacés et que certaines unités motorisées manquaient d'essence avant même le lancement de l'opération. Le moral était cependant toujours élevé du fait de l’approche de la capitale ennemie.
En face de la Wehrmacht, les trois fronts soviétiques sont composés de troupes épuisées qui ont déjà été impliquées dans de rudes combats depuis juin. Les forces soviétiques rassemblent 1 250 000 hommes, 1 000 chars et 7 600 canons. L'armée aérienne Voïenno-Vozdouchnye Sily (VVS) a subi des pertes « colossales », entre 7 500 et 21 200 appareils. La VVS ne dispose pour la défense de Moscou que de 936 appareils dont 578 bombardiers.
Même avec des renforts, l'aviation n'est que le quart de ce qu'elle était avant la guerre. Les troupes et l'armement ne représentent une menace qu'à cause de leur grand nombre. Les unités sont d'ailleurs mal disposées, sur une seule ligne sans réserves. Dans ses mémoires, Alexandre Vassilievski (chef militaire soviétique) note cependant que la défense était bien en place, mais que ces erreurs de positionnement ont favorisé les premiers succès de l'avancée allemande. De plus les soldats soviétiques manquaient d'entraînement, ne disposaient pas de certains équipements indispensables (comme des canons anti-chars) et leurs modèles de blindés étaient obsolètes.
Le commandement soviétique lance la construction de larges défenses autour de la ville. La première partie était construite sur une ligne Rjev-Viazma-Briansk. La seconde, la ligne Mojaïsk, s'étendait de Kalinine à Kalouga. Enfin, une troisième ligne entourait la ville elle-même formant la zone de défense de Moscou. Ces défenses étaient largement improvisées du fait de la rapide avancée allemande. De plus, le plan d'attaque allemand ne fut découvert que tardivement et les troupes soviétiques ne furent prêtes à la défensive qu'à partir du 27 septembre. Cependant, de nouvelles unités se mettaient en place sur la Volga et dans l'Oural mais elles ne seraient pas prêtes avant plusieurs mois.

### Les poches de Viazma et de Briansk

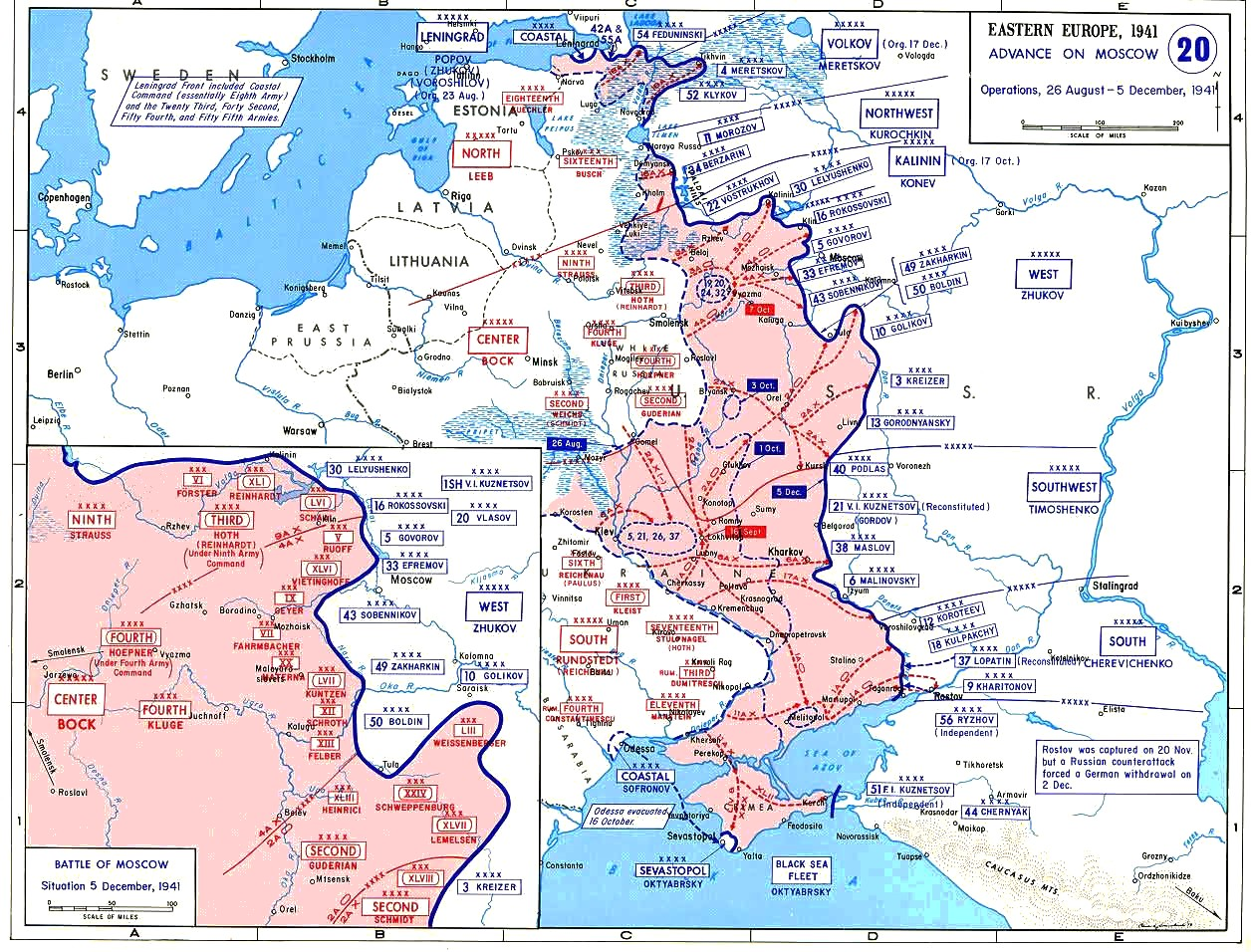
Les offensives allemandes durant l'opération Typhon.

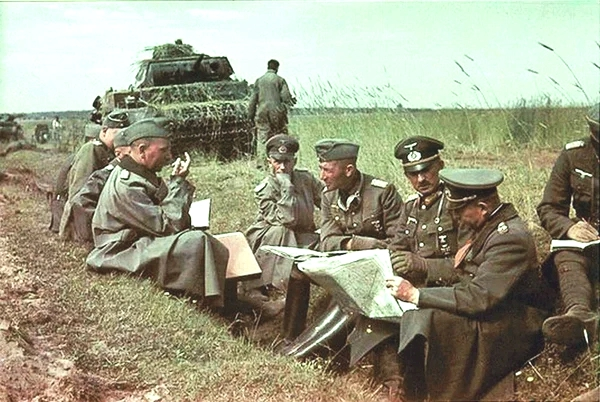
Le général Heinz Guderian avec son état-major en septembre/octobre 1941.

Débutée le 30 septembre 1941 par beau temps, l'offensive allemande remporte dans un premier temps des victoires sur des troupes épuisées. Encerclant puis réduisant de grandes unités soviétiques, la Wehrmacht contrôle progressivement les différentes lignes de défense établies autour de la ville et réduit en poussière les lignes de défense établies par Joukov.
Près de Viazma, les fronts de réserve et de l'Ouest furent rapidement battus par les forces mobiles des 3e et 4. Panzerarmee qui exploitèrent les failles de la défense. Les lignes de défense encore en construction furent dépassées lorsque les unités de pointe se rejoignirent à Viazma le 10 octobre. Quatre armées soviétiques, la 19e, la 20e, la 24e et la 32e furent prises au piège à l'ouest de la ville.
Contrairement aux attentes allemandes, les forces soviétiques encerclées ne se rendirent pas. Au contraire, elles livrèrent des combats acharnés et désespérés qui amenèrent la Wehrmacht à utiliser 28 divisions pour les éliminer. La poche de Viazma fut ainsi réduite le 18 octobre. Or les unités utilisées pour la réduction des poches étaient destinées à la poursuite de l'offensive. Les restes des fronts de l'Ouest et de réserve parvinrent ainsi à se repositionner sur la ligne Mojaïsk. De plus, des unités parfois de la taille d'une division, parvinrent à s'extraire de l'encerclement. La résistance soviétique autour de Viazma permit également au haut-commandement de rapatrier des unités d'Extrême-Orient pour la défense de Moscou.
Au sud, près de Briansk, la défense soviétique fut à peine meilleure qu'à Viazma. Le 2e groupe de panzers effectua un mouvement enveloppant de l'ensemble du front rejoignant la seconde armée en s'emparant d'Orel le 3 octobre et Briansk le 6. La Luftflotte 2 effectua 984 missions de combat et détruisit 679 véhicules durant la seule journée du 3 octobre. Le 4, une formation d'une centaine de bombardiers détruisit les voies ferrées et bloqua les mouvements de troupes dans la région de Soumy. Les 3e et 13e armées soviétiques étaient encerclées mais encore une fois, elle ne capitulèrent pas et des petits groupes purent s'échapper et établirent une ligne de défense intermédiaire à Mtsensk.
Dès le 7 octobre 1941 l'offensive allemande perd de sa vigueur. Les premières neiges qui ont fondu rapidement, transforment les routes en rivières de boue, phénomène connu sous le nom de raspoutitsa. Les unités motorisées et blindées souffrent le plus de ce bourbier. La 4e division de panzers, incapable de manœuvrer, tomba dans une embuscade menée par Dmitri Leliouchenko et son 1er corps de fusiliers de la Garde hâtivement mis en place, ainsi que la 4e brigade de chars de Mikhaïl Katoukov. Les nouveaux T-34 dissimulés dans les épaisses forêts attendaient que les unités allemandes progressent et soient bloquées par l'infanterie pour attaquer sur les flancs et décimer les formations de Panzer IV. Pour la Wehrmacht, le choc de cette défaite fut si grand qu'une commission d'enquête fut mise en place. Guderian et ses troupes découvrirent avec consternation que le T-34 soviétique était capable de résister à la plupart des canons allemands. Le général écrivit : « Nos Panzer IV avec leur canon court de 75 mm ne pouvaient détruire un T-34 qu'en touchant le moteur par l'arrière. » Il nota également que « les Russes ont déjà appris quelques petites choses. » Pour soutenir la 4e division de panzers, la Luftflotte 2 lança 1 400 attaques, détruisant 650 véhicules de toutes sortes,.
De plus, la dégradation du temps et la baisse brutale de température à partir du 8 octobre fragilisent les succès allemands. Les Allemands ont projeté loin de leurs bases des troupes épuisées, incapables de construire des abris.
Ailleurs, des contre-attaques massives retardent l'avancée allemande. La 2e armée doit faire face à une forte offensive soviétique menée avec un important soutien aérien. Malgré l'infériorité numérique, la Luftwaffe inflige de lourdes pertes à la VVS et détruit 450 véhicules sur la route de Briansk ; la contre-attaque a été déjouée.
Les pertes soviétique sont cependant colossales. D'après les estimations allemandes, 873 000 soldats sont faits prisonniers dans les deux poches, bien que des estimations plus récentes ramènent ce chiffre à 514 000 soit une réduction de 41 % des effectifs. Les pertes totales (tués, blessés, disparus et prisonniers) rapportées par la Wehrmacht sont plus faibles, 499 001, mais restent considérables. La résistance soviétique désespérée a grandement ralenti l'avancée allemande. Ainsi lorsque le 10 octobre, ceux-ci arrivent devant la ligne Mojaïsk, ils trouvent une défense prête à les recevoir. Le même jour, Gueorgui Joukov est rappelé de Leningrad pour prendre en charge la défense de Moscou. Il ordonne immédiatement la concentration de toutes les forces sur la ligne Mojaïsk.
Le 13 octobre 1941, Staline ordonne l'évacuation du parti communiste, du quartier général et de divers bureaux civils vers Kouïbychev (actuellement Samara). L'évacuation provoque la panique des Moscovites qui tentent par tous les moyens de quitter la ville. En dépit de cela, Staline demeure dans la capitale, mais personne ne sait s'il avait l'intention de s'ensevelir sous ses ruines ou s'il comptait rejoindre la capitale provisoire ultérieurement. Néanmoins, sa présence rassure la population.

## La ligne Mojaïsk (13 octobre–30 octobre)

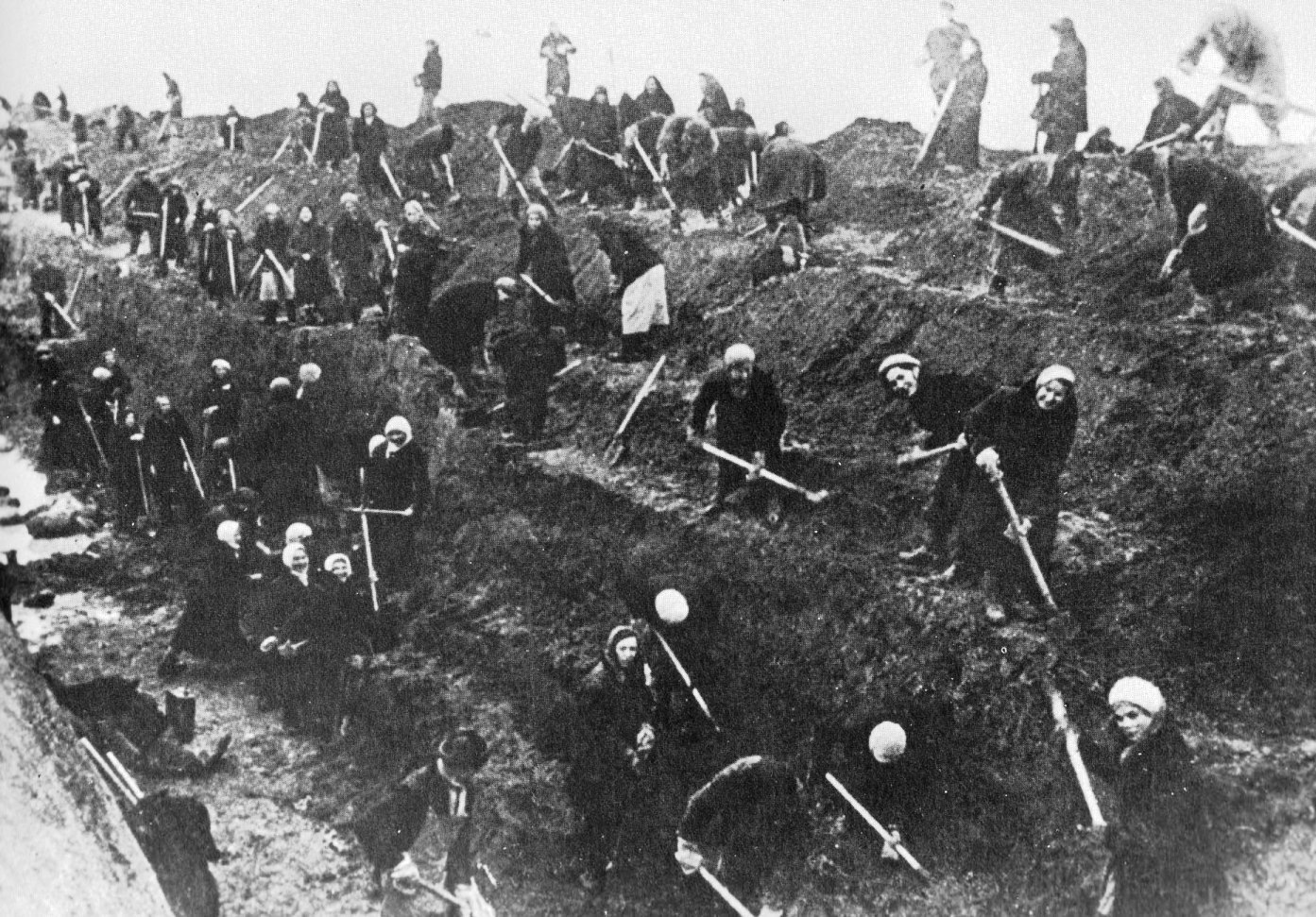
Vers fin octobre 1941 : tous les hommes étant au front, ce sont les femmes de Moscou qui construisent un fossé antichar autour de la ville.

Le 13 octobre 1941, la Wehrmacht est arrivée en vue de la ligne de défense Mojaïsk, une double rangée de fortifications hâtivement mise en place pour protéger l'Ouest de Moscou, s'étendant de Kalinine jusqu'à Volokolamsk et Kalouga. Malgré des renforts récents, la combinaison de toutes les armées soviétiques atteint à peine 90 000 hommes, trop peu pour enrayer l'avancée allemande. Joukov décide de concentrer ses forces en quatre points stratégiques : Volokolamsk, Mojaïsk, Maloïaroslavets et Kalouga. Le front de l'Ouest est remis en état après avoir été complètement détruit à Viazma.
Moscou aussi se transforme en forteresse. Selon les historiens et d'après Joukov[réf. nécessaire], 250 000 femmes et adolescents construisent, à l'intérieur et autour de Moscou, 8 000 km de tranchées et des fossés antichars, déplaçant près de 3 000 000 m3 de terre sans aide mécanique. La ville et sa banlieue se hérissent d'obstacles en tous genres : chevaux de frise, hérissons tchèques, barricades, ballons anti-aériens entre autres.
 Les usines de Moscou ont été rapidement transformées en complexes militaires. L'usine automobile se convertit en fabrique de pistolets mitrailleurs et une entreprise d'horlogerie se met à réaliser des mines, tandis que le complexe chocolatier prépare de la nourriture pour le front. La situation est malgré tout délicate, car la capitale reste dans le rayon d'action des panzers. De plus, Moscou était devenu la cible de raids aériens massifs, mais les dégâts furent limités grâce à la DCA et à la défense civile.
Le 13 octobre 1941 (le 15 pour d'autres sources), la Wehrmacht relance son offensive. Au départ, les Allemands refusèrent d'affronter directement la ligne et tentèrent de la contourner par le nord vers Kalinine et par le sud vers Kalouga qui fut prise le 14 octobre. Encouragés par ces succès, les Allemands réalisèrent un assaut frontal sur la ligne, prenant Mojaïsk et Maloïaroslavets le 18, Naro-Fominsk le 21 et Volokolamsk le 27 après de rudes combats. À cause du danger grandissant de flanquement de ses armées, Joukov dut reculer vers l'est sur la Nara.
Au sud, la 2e armée de panzers avançait rapidement vers Toula car la ligne Mojaïsk ne s'étendait pas jusque-là et les forces soviétiques y étaient peu présentes. Le mauvais temps, les problèmes d'approvisionnement, les routes et ponts endommagés ralentirent grandement l'avance allemande. Guderian atteint les faubourgs de Toula le 26 octobre. Le plan allemand prévoyait la prise rapide de la ville et un mouvement de pince autour de Moscou. Cependant, la première tentative pour prendre la ville échoua et Guderian dut faire halte le 29 octobre.

## Le dernier effort (1ernovembre–5 décembre)

### L'usure

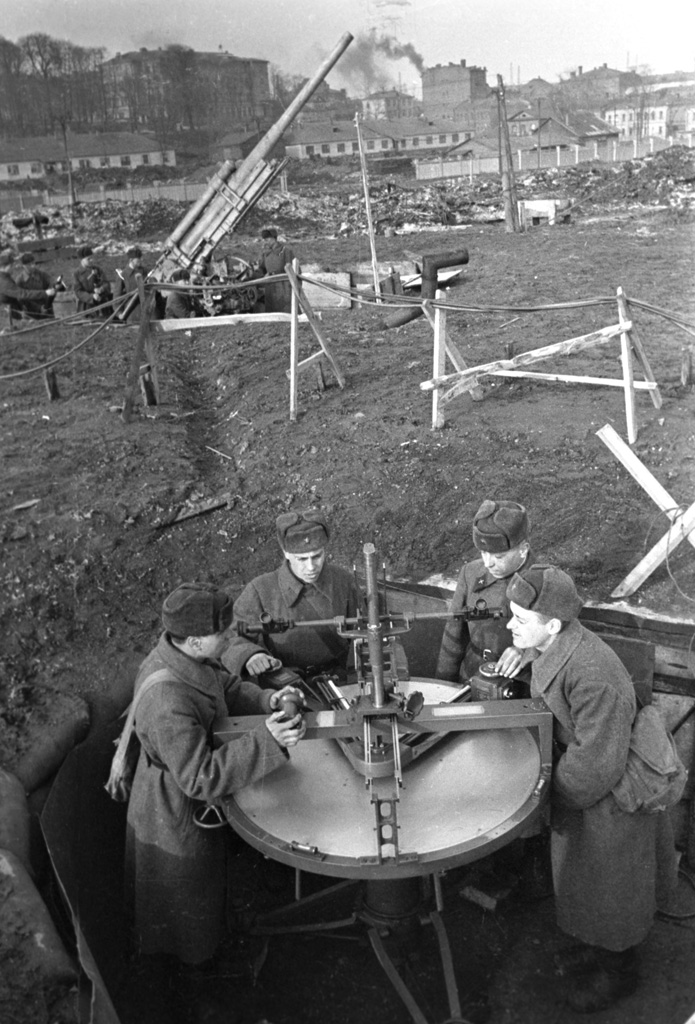
Une unité d'artillerie DCA soviétique, début novembre 1941 (Knorring).

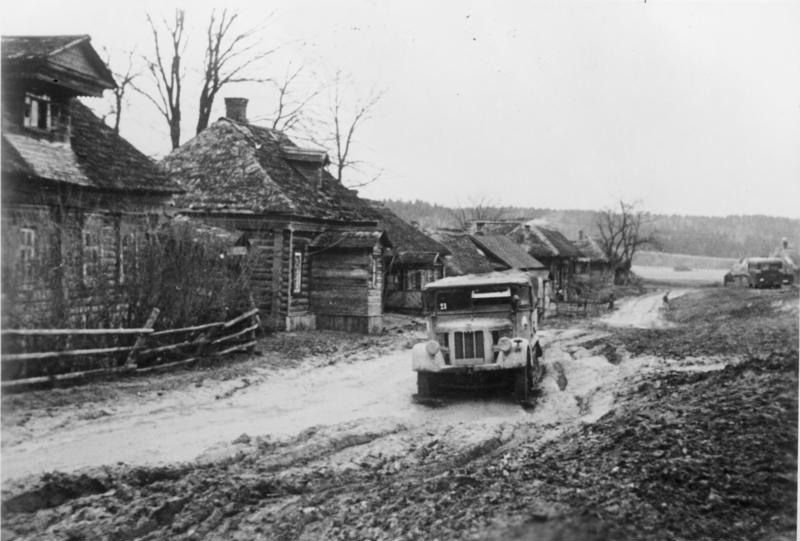
La raspoutitsa, près de Moscou, novembre 1941.

Comme David Glantz l'écrivit dans son livre When Titans Clashed, à la fin octobre, la Wehrmacht et l'Armée rouge pouvaient être comparées à deux « boxeurs ivres, en équilibre précaire et perdant rapidement les moyens de se frapper. » Les forces allemandes sont à bout, seuls un tiers des véhicules à moteur fonctionnent encore et l'infanterie a perdu un tiers de ses effectifs. La distance, le mauvais temps et l'apparition de partisans rendent les approvisionnements très difficiles, ce qui empêche l'arrivée de renforts ou de matériel adapté à l'hiver.
Pour renforcer le moral de l'Armée rouge et de la population, Staline ordonne que le traditionnel défilé militaire du 7 novembre se déroule sur la place Rouge. Les troupes paradent devant le Kremlin et marchent ensuite directement vers le front. La parade eut une grande importance symbolique et montra la volonté de résister des Soviétiques. Cependant, l'Armée rouge est dans une situation précaire. En dépit du déploiement de 100 000 hommes en renfort autour de Kline et Toula, où sont attendues des offensives allemandes, les défenses soviétiques demeurent minces. Néanmoins, Staline ordonna une série de contre-attaques préventives, malgré le désaccord de Joukov qui insistait sur le manque total de réserves. La Wehrmacht brisa ces offensives, privant l'Armée rouge d'un matériel qui aurait pu être utilisé dans la défense de Moscou. L'offensive fut cependant couronnée de succès à Aleksino, parce que les Allemands ne disposaient toujours pas d'artillerie pouvant détruire les T-34.
La Wehrmacht possède alors encore une supériorité numérique et matérielle sur l'Armée rouge. Cependant, les troupes soviétiques occupent une bonne position défensive avec le triple anneau défensif autour de Moscou. Le déploiement est bien réalisé et les routes que la Wehrmacht devra utiliser sont bien défendues. De plus, les troupes, et en particulier les officiers, sont bien plus expérimentés et mieux préparés à recevoir l'offensive.
À partir du 15 novembre, le gel permet de résoudre le problème de la boue. Le commandement allemand s'attend à quatre semaines de pré-hiver avant les basses températures et les fortes chutes de neige. Les unités de la Wehrmacht sont lancées avec l'objectif d'encercler Moscou et de se rejoindre à Noguinsk, à l'est de la ville. Au nord, les unités devront atteindre Kline et Solnetchnogorsk. Au sud, la 2e armée de panzers doit dépasser Toula, toujours sous contrôle soviétique, et avancer vers Kachira et Kolomna pour rejoindre la pince nord à Noguinsk.

### L'offensive finale
Le 15 novembre 1941, les troupes blindées allemandes commencent leur offensive vers Kline, où les Soviétiques ne disposent d'aucune réserve, car celles-ci ont été envoyées à Volokolamsk en vue d'une contre-attaque. L'offensive allemande sépare les 16e et 30e armées soviétiques. Plusieurs jours d'intenses combats s'ensuivent. Joukov devait écrire dans ses mémoires : « L'ennemi, ignorant les pertes, lançait des assauts frontaux, voulant prendre Moscou par tous les moyens. » En dépit des efforts allemands, la défense en profondeur des Soviétiques et le lent retrait de la 16e armée épuisent les divisions allemandes qui tentent de progresser à travers les lignes adverses.
La 3e armée de panzers entre finalement dans Kline le 24 novembre, après d'intenses combats. Solnetchnogorsk tombe le lendemain. La résistance soviétique est solide et l'issue de la bataille incertaine. D'après certaines sources, Staline aurait demandé à Joukov si la ville pouvait être défendue et lui ordonna de « répondre honnêtement comme un communiste ». Joukov répondit que c'était possible, mais que des réserves étaient désespérément nécessaires. Le 28 novembre, la 7e division de panzers établit une tête de pont derrière le canal de Moscou, dernier obstacle majeur avant Moscou, et s'approche à moins de 35 kilomètres du Kremlin. Mais une forte contre-attaque de la 1re armée de choc la repousse derrière le canal. Le 2 décembre 1941, le Pionier-Abteilung 38 de la 2. Panzer-Division atteint la ville de Khimki, à seulement 8 km au nord-ouest des limites de la ville de Moscou et 23,7 km du Kremlin. Elle y trouve les terminus des lignes de tramway et les soldats peuvent apercevoir les tours du Kremlin dans la fumée de la bataille. Cependant les troupes sont à bout, certains régiments sont composés de 200 soldats (taille d'une compagnie) et sont commandés par des lieutenants. L'avance ultime est marquée par un monument construit en 1966 dans la ville de Khimki.
Au sud, près de Toula, la bataille reprend le 18 novembre lorsque la 2e armée de panzers tente d'encercler la ville. Les forces allemandes sont épuisées par les combats précédents et n'ont toujours pas d'équipements adaptés à l'hiver. La Wehrmacht n'avance que de 5 à 10 km par jour rendant le succès « moins certain » d'après Guderian. De plus cette manœuvre expose le flanc des 49e et 50e armées. Guderian considère encore que l'offensive est possible et prend Stalinogorsk le 22 novembre, encerclant une division de fusiliers qui s'y trouvait. Le 26, les Allemands approchent de Kachira, qui contrôle une route vers Moscou. En réponse, une violente contre-attaque du général Belov et d'une armée hâtivement assemblée dont une unité de milice stoppe et repousse cette avancée, sécurisant le sud de la capitale. Malgré tous leurs efforts, les Allemands ne parviendront jamais à prendre Toula.
Les troupes allemandes se heurtent à une résistance acharnée dans un contexte de pénurie de matériel motorisé qui complique le transport des fantassins. De plus, le froid, les maladies, tant chez les hommes que chez les officiers rendent la tenue du front de plus en plus compliquée.
L'offensive vers Moscou est ainsi menée dans des conditions désastreuses. Le 15 novembre, l'état-major allemand espère un mois de pré-hiver, mais le « général Hiver » est en avance et dès le 23 novembre, les températures chutent à −30 °C. L'armée allemande est à bout de souffle et toutes les unités se battent, il n'y a aucune réserve. Le jour ne dure que six heures et l'une des préoccupations principales des soldats allemands et soviétiques est de trouver une cheminée ou une isba à moitié brûlée pour passer la nuit. D'après certaines sources, le thermomètre descend à −50 °C. Les culasses des armes refusent de s'ouvrir car la graisse durcie par le froid a grippé le mécanisme. Les véhicules qui n'ont pas reçu d'antigel doivent être constamment réchauffés à l'aide de grands feux de bois. Les soldats allemands n'ont toujours pas reçu de vêtements d'hiver et continuent le combat avec les mêmes vêtements que pendant l'été. Cent trente mille cas de gelures seront rapportés chez les soldats allemands.
L'offensive sur Moscou est enrayée. Guderian écrivit dans son journal : « L'offensive vers Moscou a échoué… Nous avons sous-estimé la force de l'ennemi tout comme celle des distances et du climat. Heureusement, j'ai stoppé mes troupes le 5 décembre, autrement une catastrophe aurait été inévitable. »

## La contre-offensive soviétique

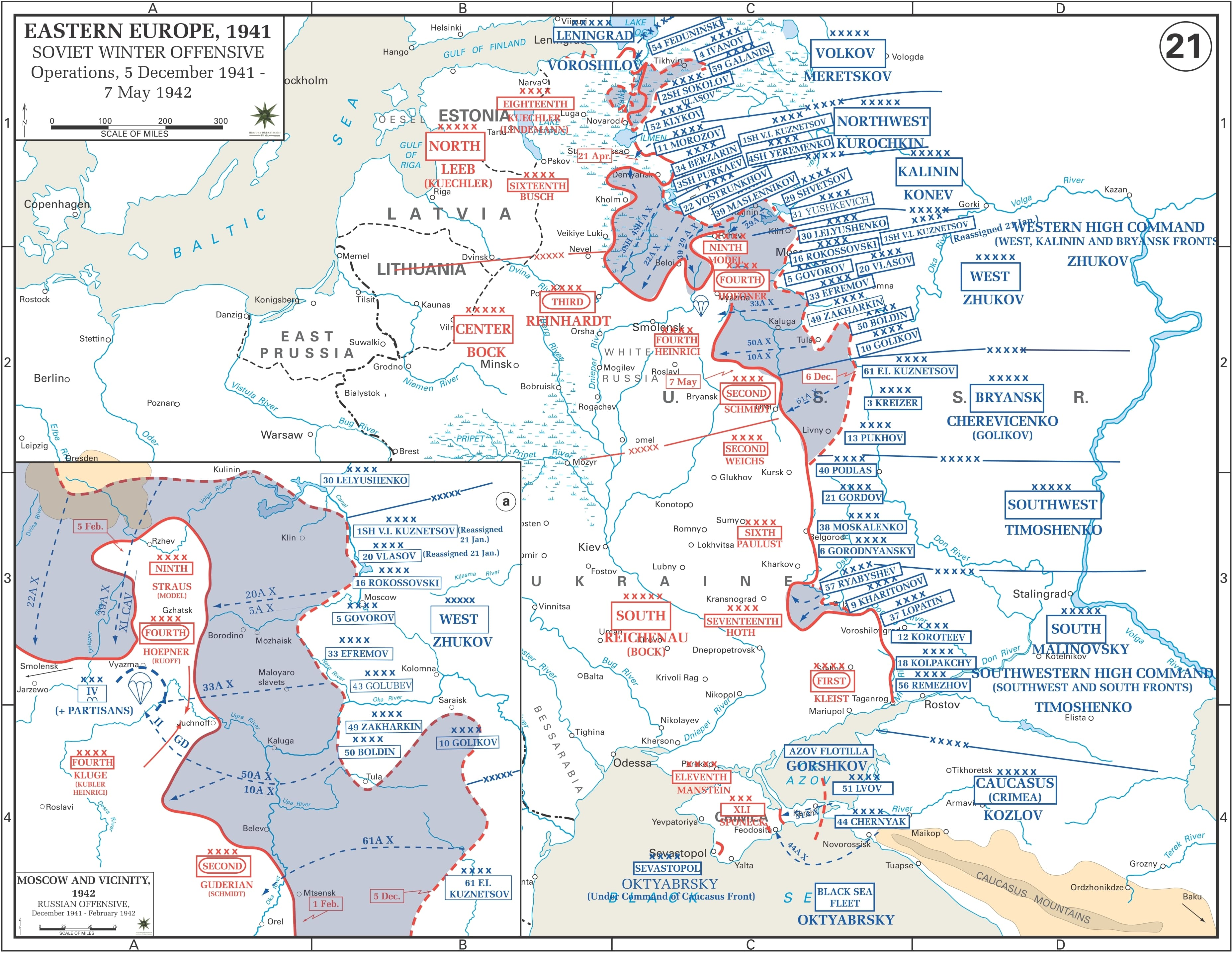
La contre-offensive soviétique des armées sibériennes, du 5 décembre 1941 au 7 mai 1942.

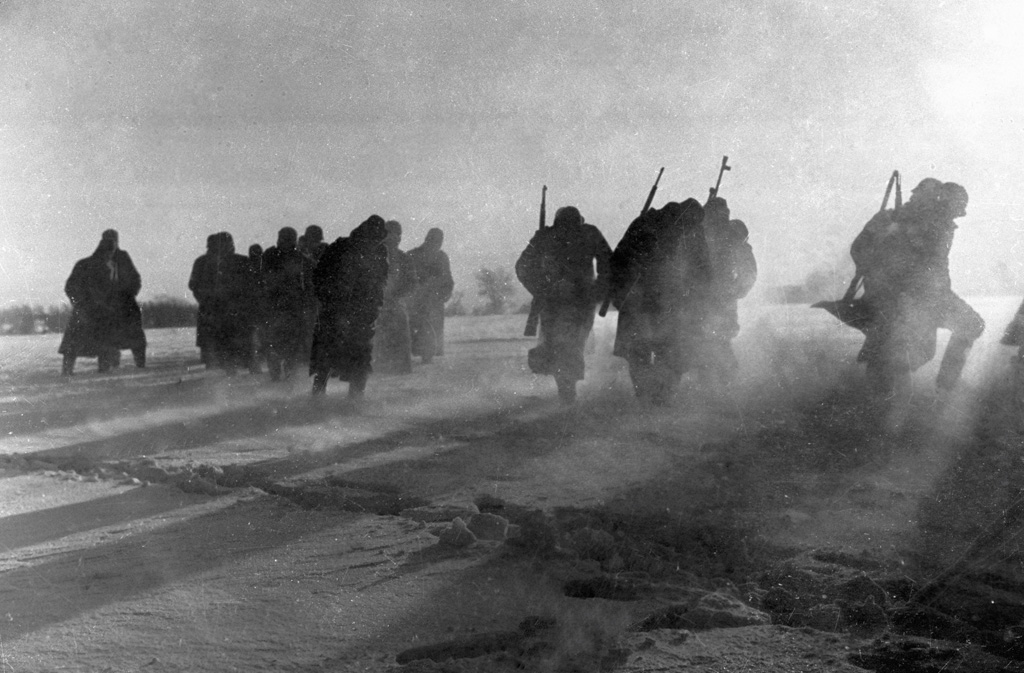
Fin décembre 1941 sous la neige près de Moscou, des soldats allemands s'apprêtent à se rendre.

Alors que l'offensive allemande a été arrêtée, les renseignements allemands estiment que les forces soviétiques n'ont plus de réserves et qu'elles sont incapables de lancer une contre-attaque. Cette information se révèle fausse. Fin septembre 1941, l'espion Richard Sorge, établi à Tokyo, indique que le Japon n'attaquera pas l'Union soviétique. Ceci permet à l'Armée rouge de transférer à l'Ouest des divisions sibériennes qui garnissaient jusque-là la frontière face à l'armée du Guandong.
L'Armée rouge a pu redéployer une trentaine de divisions lorsque l'offensive proposée par Joukov et Vassilievski est approuvée par Staline. Ces renforts ne font que mettre l'Armée rouge à égalité numérique avec la Wehrmacht. Cependant ces troupes sont parfaitement adaptées à l'hiver et, à certains endroits, elles vont livrer bataille à deux contre un.
Le 5 décembre 1941, par des températures de −20 °C, les divisions sibériennes menées par le général Joukov contre-attaquent au nord et au sud de Moscou. Les armées soviétiques reprennent Krasnaïa Poliana (ru) et délivrent la proche banlieue de Moscou. Les lignes allemandes, déjà bloquées depuis quelques semaines, sont enfoncées. Elles manquent d'équipements d'hiver. Les moteurs des chars et des avions gèlent (ainsi que les obus dans les canons) et les soldats aussi. Pour les Allemands, le spectre du « général Hiver » devient obsédant.
Le commandement allemand étant complètement démuni de réserves, ce sont les troupes en retraite qui devront rétablir la ligne de front. Beaucoup de généraux considèrent que cela est impossible à moins de se replier sur 500 km jusqu'au Dniepr et la Daugava. Le spectre de la retraite de Russie devient terrible.
Le 16 décembre, Hitler signe la directive 39, ordonnant à la Wehrmacht de réaliser une défense statique sur l'ensemble du front : en d'autres termes, plus un seul mouvement de retraite n'est autorisé. Cependant, il est impossible de creuser le sol gelé pour établir une ligne de défense, même rudimentaire. Guderian écrivit qu'il eut alors des discussions avec Wolfram von Richthofen et Hans Schmidt, et qu'aucun ne pensait pouvoir maintenir une ligne de défense. Le 14 décembre, Franz Halder et Hans Günther von Kluge autorisent un repli limité à l'est de la rivière Oka sans l'autorisation de Hitler. Le 20 décembre, lors d'une réunion avec son état-major, Hitler annule le repli et ordonne à ses soldats de tenir leurs positions « en utilisant des obus pour creuser des tranchées si nécessaire. » Guderian proteste, montre que les pertes dues au froid sont plus élevées que celles dues aux combats et que les vêtements d'hiver n'arrivent pas jusqu'au front. Guderian est limogé de même que Hoepner et Adolf Strauß. Fedor von Bock l'est également, officiellement pour « raisons médicales ». Walther von Brauchitsch, alors commandant en chef de la Heer (l’armée de terre), est remercié le 19 décembre et Hitler ne lui nomme pas de remplaçant en occupant lui-même le poste, qu'il cumule en conséquence avec celui de commandant en chef des forces armées (terre, air et mer).
Les Soviétiques continuent leur attaque sous des températures oscillant de −20 à −50 °C, libérant définitivement le secteur de Moscou et décimant une cinquantaine de divisions allemandes qui parviennent néanmoins à stabiliser le front en évitant de grands encerclements. Au nord, Kline et Kalinine sont libérées les 15 et 16 décembre. Le général Koniev poursuit l'offensive et menace d'encercler le tiers des forces allemandes en Russie autour de Rjev en avançant vers Vitebsk au nord et vers Roslavl au sud. Hitler voulait abattre l'Armée rouge en une brève campagne d'été, Staline tente à son tour d'anéantir la Wehrmacht en une courte campagne d'hiver. Cependant celui-ci commet la même erreur qu'Hitler, il croit l'armée allemande anéantie et disperse ses efforts en lançant des offensives en Crimée et vers Léningrad. L'offensive soviétique ralentit vers le 25 janvier. Ce répit est en partie dû au brillant succès remporté par Model à l'ouest de Rjev qui parvint à encercler et détruire sept divisions soviétiques au prix de pertes inouïes. L'effectif de certains régiments atteint 35 soldats. Le front se stabilise et le saillant de Rjev ne sera repris qu'en 1943.
Plus au nord, les Soviétiques parviennent à encercler la ville de Demiansk qui aura une grande influence dans la suite de la guerre. Au nord-est de Novgorod, la 2e armée de choc soviétique tente le 22 janvier une percée pour encercler les assaillants de Léningrad, mais les Allemands réussissent à refermer le mince cordon. Pour sauver son armée d'élite, Staline envoie un général aux brillants états de service, Andreï Vlassov… Les Soviétiques réalisent encore une offensive en Ukraine et parviennent à avancer de 100 km. Finalement le retour de la raspoutitsa, la « saison des mauvaises routes », permet une stabilisation du front.
En mars, lorsque la contre-offensive soviétique s'arrête, la situation s'est indéniablement améliorée pour les Soviétiques. Au quartier-général de Rastenburg, les nazis devront reconnaître que l'opération Barbarossa n'a pu aboutir.
La tentative allemande de poussée vers le Caucase durant l'été 1942 et la bataille de Stalingrad qui s'ensuivit marqueront ensuite le début de la fin pour des forces de l'Axe qui ont pratiquement épuisé leur potentiel offensif.

## Conséquences

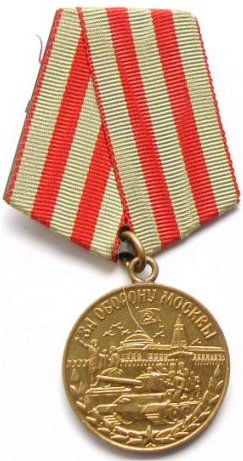
Environ 1028600 Soviétiques reçurent la « médaille pour la Défense de Moscou ».

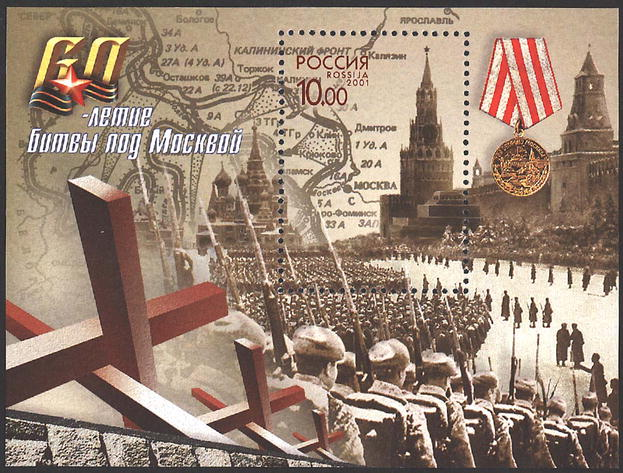
Novembre 2001, timbre russe émis pour le de la bataille de Moscou.

Durant les premiers jours d'octobre 1941, la panique s'installe dans la capitale soviétique : l’administration et le corps diplomatique sont évacués vers l'est, la population tente de fuir en masse et le régime semble sur le point de s'effondrer, mais, rapidement, les cadres se ressaisissent, Joukov proclame la loi martiale sur les territoires qu'il contrôle comme gouverneur militaire de Moscou, le couvre-feu est instauré et Staline annonce sa décision de rester au Kremlin. Cette volonté explique la survie du régime par delà les épreuves de 1942.
L'offensive d'hiver de l'Armée rouge a permis de sauver Moscou mais la ville reste menacée du fait de la proximité des lignes de front. Moscou restera la priorité de Staline. L'Armée rouge a montré son extraordinaire capacité de résistance, l'armée battue de novembre est devenue l'armée victorieuse de janvier. Néanmoins, l'attaque soviétique a aussi mis à jour les faiblesses du commandement. En effet, celui-ci a dispersé ses efforts en attaquant partout à la fois. La bataille aura coûté la vie à plus de 800 000 soldats. Moscou ne sera finalement complètement sécurisée qu'en octobre 1943 lorsque Smolensk sera reprise.
Du côté allemand, la satisfaction est relative car la Wehrmacht a survécu à l'hiver. Néanmoins, les pertes sont lourdes, au moins 300 000 morts et trois fois plus de blessés. Croyant en son infaillibilité, Hitler va donc de plus en plus prendre en charge personnellement la poursuite des opérations en repoussant les conseils de ses officiers, ce qui ne fera que dégrader une situation déjà précaire. Comme l'écrivit Guderian : « Cela jeta un froid dans nos relations, un froid qui ne se dissiperait jamais plus. » La Wehrmacht conserve sa supériorité matérielle et tactique. Elle n'a certes pas réussi à abattre l'Union soviétique mais l'Allemagne se prépare désormais à la campagne de l'été 1942 qui devrait lui permettre d'en finir.